# Nikolajs Alunāns
Nikolajs Alunāns (Sesavā, 4 dicembre 1859 – Riga, 19 settembre 1919) è stato un compositore, musicologo e critico musicale lettone.
Era fratello del drammaturgo Ādolfs Alunāns.